# Туровская епархия
Ту́ровская епархия (бел. Ту́раўская епархія) — епархия Белорусской православной церкви; одна из древнейших епархий в Беларуси и в восточнославянских землях.
Территория епархии включает западную часть Гомельской области с районами Брагинским, Ельским, Житковичским, Калинковичским, Лельчицким, Мозырским, Наровлянским, Октябрьским, Петриковским и Хойникским.
Кафедральный город — Мозырь, кафедральные соборы — Собор во имя Архистратига Михаила (Мозырь) и Собор святителей Кирилла и Лаврентия Туровских (Туров). Основана около 1005 года; возрождена в 1992 году путём выделения из Гомельской и Мозырской епархии.
Насчитывает (2020): 77 приходов; 76 штатных священнослужителей (71 священник, 5 диаконов).

## Названия
- Туровская (ок. 1005—1238/1240)
- Туровская и Пинская (1241/1345 — ?)
- с нач. XV века: Пинская и Туровская
- Туровская и Мозырская (с 18 октября 1992)

## История
Туровская епархия была основана в 1005 году. Она является одной из древнейших православных епархий на территории современной Беларуси. Епископы епархии поставлялись на кафедру Киевскими митрополитами. Туровской епархии занимала весьма обширную территорию и занимала территории, принадлежащие ныне к Минской, Гомельской, Гродненской и Брестской областям.
В XI веке создано рукописное Туровское Евангелие, которое является одним из древнейших памятников славянской книжной письменности дошедшего до нашего времени.
C 1182 по 1390 образуется пробел в Туровской иерархии, что совпадает со временем нашествия татар. Кирилл II и его преемник епископ Лаврентий были причислены Церковью к числу угодников Божиих.
В XII в. жена Святополка Изяславича, Варвара основала в Турове первый женский монастырь.
В 1241 году кафедра перенесена в город Пинск. На тот момент в Турове было более 50 церквей и монастырей. В 1497 году 4 сентября, в письме Туровского старосты К. Клиштовского о рыбных словах в урочище Лобша у села Сторожовцы, упоминается церковь Божия Сторожевецкая Покровская.
В XVI веке в Турове было 80 церквей, действовал Борисо-Глебский монастырь. В 1596 году епископ Пинский и Туровский Леонтий Пельчицкий принимает участие в Брестском соборе и принимает унию, после чего Пинско-Туровская православная епархия перестает существовать.
В 1633 году, после восстановления Киевской митрополии, к митрополичьей епархии относятся православные церкви и монастыри Туровщины.
В начале XVIII века в Мозырьской протопопии действует 50 церквей. Но до конца XVIII века все православные храмы в Турове были переданы униатам.
В 1793 году после второго раздела Речи Посполитой Туров входит в состав Российской Империи. В том же году территория бывшей Турово-Пинской епархии переходит в подчинение минских архиереев Минской епархии.
В 1913 году на территории епархии находилось 140 храмов, в 1987 — 7 церквей. Одна церковь — Свято-Никольская в Петрикове — действовала беспрерывно.
В 1922 − 1926 годы существовало Мозырско-Туровское викариатство Минской епархии во главе с викарным епископом Иоанном (Пашиным).
В 1990 году образована Гомельско-Мозырская епархия во главе с епископом Аристархом (Станкевичем).
В 1992 году по распоряжению Синода Белорусской Православной Церкви была возрождена Туровская епархия. 24 июля 1992 года архимандрит Петр (Карпусюк) был рукоположён в сан епископа Туровского и Мозырского. Епархия состояла из 23 храмов и одной монашеской женской общины при храме в честь Покрова Божией Матери в городе Хойниках. Было создано шесть благочиннических округов: Мозырский, Петриковский, Житковичский, Лельчицкий, Наровлянский и Хойникский.
В 2003 году епархия насчитывал 58 зарегистрированных приходов.
24 декабря 2004 года определением Священного Синода Белорусской Православной Церкви Московского патриархата епископом Туровским и Мозырским назначено быть архимандриту Стефану (Нещерет).
30 января 2005 года была совершена хиротония архимандрита Стефана в сан епископа Туровского и Мозырского. В 2005 году в епархии служило 52 священнослужителя (47 священников, 5 диаконов) и насчитывалось 58 приходов.
21 ноября 2008 года, в день празднования престольного праздника Свято-Михайловского кафедрального собора города Мозыря при Туровском епархиальном управлении открылся Церковный историко-археологический кабинет в котором собран богатейший материал историко-культурного наследия Белорусского Полесья: около тысячи единиц хранения, среди которых первое издание Острожской Библии (1581), иконы белорусской школы иконописи.
5 ноября 2009 года Святейший Патриарх Московский и всея Руси Кирилл благословил строительство кафедрального собора в г. Туров в честь святителей Кирилла и Лаврентия Туровских.
21 ноября 2010 года совершена первая за 700 лет канонизация в Туровской епархии. В Свято-Михайловском кафедральном соборе г. Мозыря совершена Божественная литургия с чином канонизации священномученика Алексия Могильницкого, пресвитера Лельчицкого.
По состоянию на март 2012 года в епархии служит 64 священнослужителя (61 священник, 3 диакона), действует 75 храмов.
Постановлением Синода Русской Православной Церкви от 7 июня 2012 года (журнал № 53) епископ Туровский и Мозырский Стефан назначен на Гомельскую кафедру в связи с кончиной архиепископа Гомельского и Жлобинского Аристарха, а Преосвященным Туровским и Мозырским определено быть епископу Речицкому Леониду, викарию Гомельской епархии.
11 мая 2013 года, в торжественной обстановке, был освящён новый собор в честь святителей Кирилла и Лаврентия Туровских в г. Турове.

## Епископы
- ? Фома (упом. 1005, 1014)
- Симеон (с 1072)
- Игнатий
- Иоаким I
- Георгий
- Кирилл I (1114—1120)
- Игнатий (? — 1144)
- Иоаким I (1144—1146/114[4])
- Иоанн (1146)
- Георгий (упом. 1167—1169)
- Кирилл II (1169—1181/1182)
- Лаврентий, затворник Печерский (1182 — 29 января 1194)
- Между святителем Лаврентием (1194) и святителем Стефаном (1328) образуется пробел в Туровской иерархии. Но в синодике Туровской Сторожевицкой Покровской церкви записаны 23 имени древних Туровских иерархов в смешанном хронологическом порядке:
  - Иона, архиепископ
  - Василий, епископ
  - Даниил, епископ
  - Димитрий, епископ
  - Симеон, епископ
  - Петр, архиепископ
  - Киприан, архиепископ
  - Феодотий, архиепископ
  - Арсений, епископ
  - Дионисий, епископ
  - Иасон (Насон), епископ
  - Исакий, епископ
  - Феодосий, епископ[5]
  - Алексий, епископ
  - Иоаким, епископ
  - Ефрем, епископ
  - Иона, епископ[6]
  - Вассиан, епископ
  - Арсений, епископ
  - Ефрем, епископ
  - Симеон, епископ
  - Тихон, епископ
  - Симеон, архиепископ

Также в «РБСП» епископом епархии упомянут Паисий Саховский
далее Пинская епархия
- Петр (Карпусюк) (24 июля 1992 — 24 декабря 2004)
- Стефан (Нещерет) (30 января 2005 — 7 июня 2012)
- Леонид (Филь) (с 7 июня 2012)

## Благочинные округа
Выделяют 8 благочинных округов.

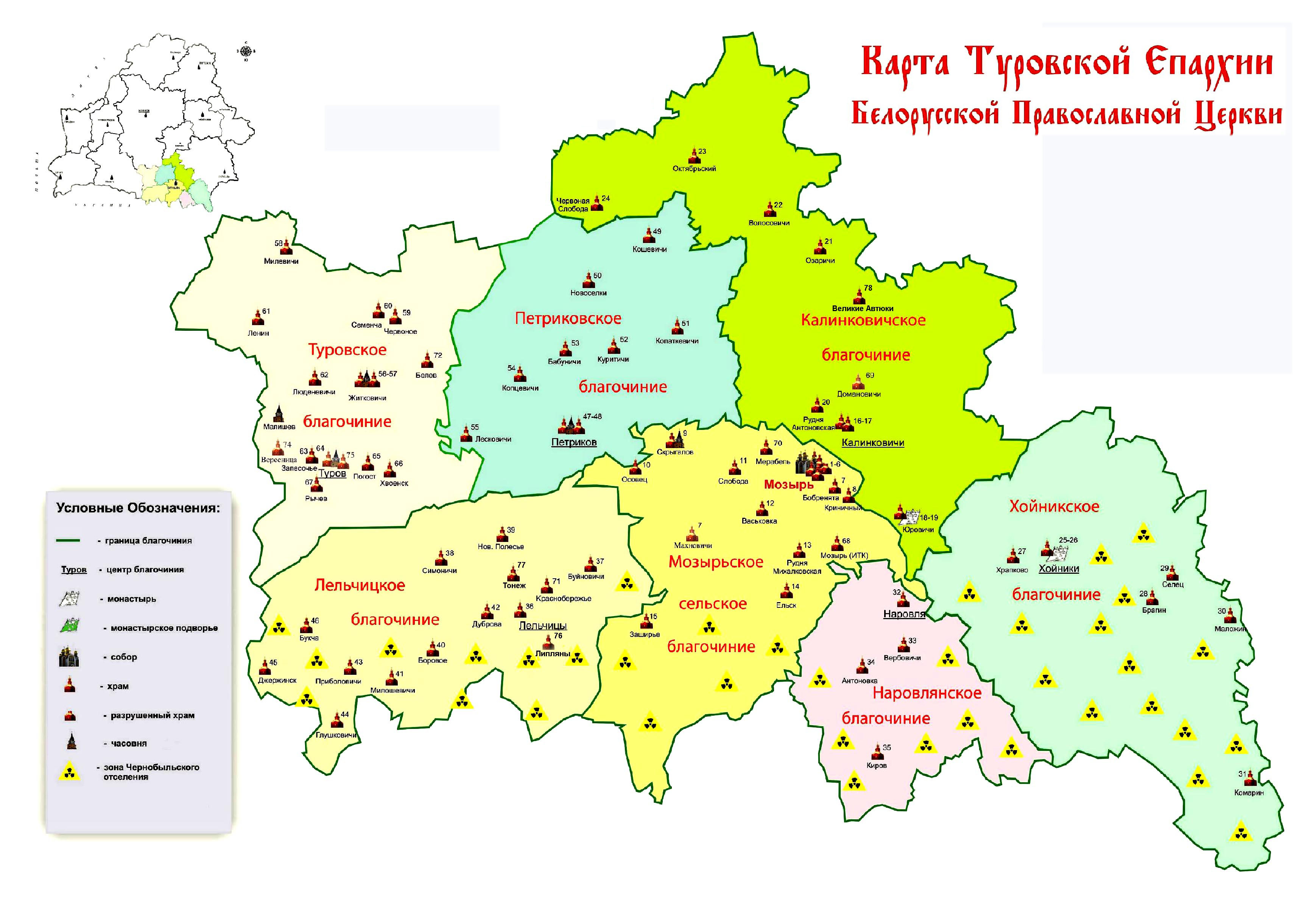
Карта благочиний Туровской епархии

По состоянию на октябрь 2022 года 7 округов:
- Мозырский городской
- Мозырский сельский
- Калинковичский
- Хойникский
- Петриковский
- Лельчицкий
- Туровский

## Монастыри
- Юровичский Рождества Пресвятой Богородицы мужской монастырь (д. Юровичи, Калинковичский район, Гомельская область)
- Хойникский в честь Покрова Пресвятой Богородицы женский монастырь (г. Хойники, Гомельская область)

## Галерея

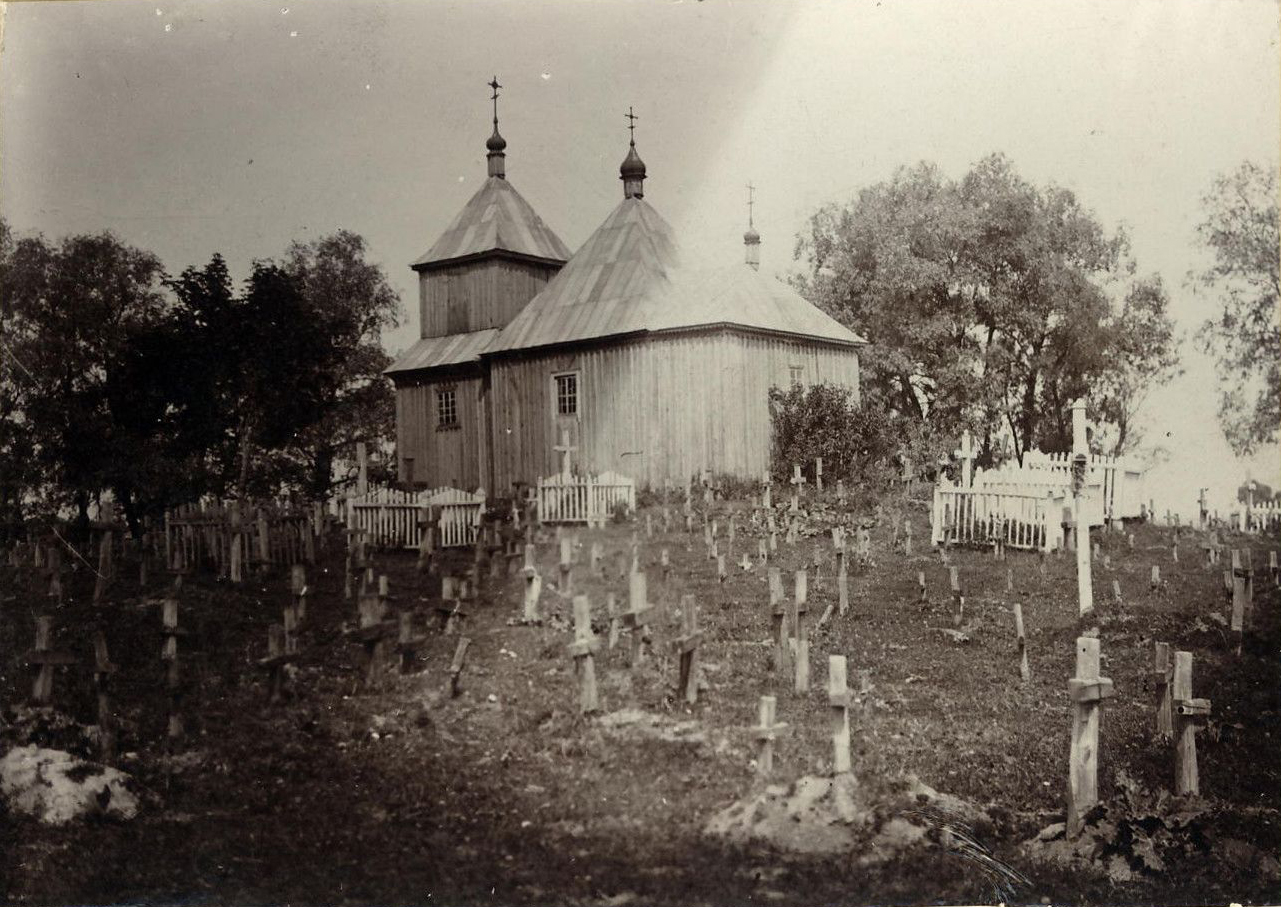
Туровское кладбище и Церковь Всех Святых. 1911 год. Фото Исаака Сербова.
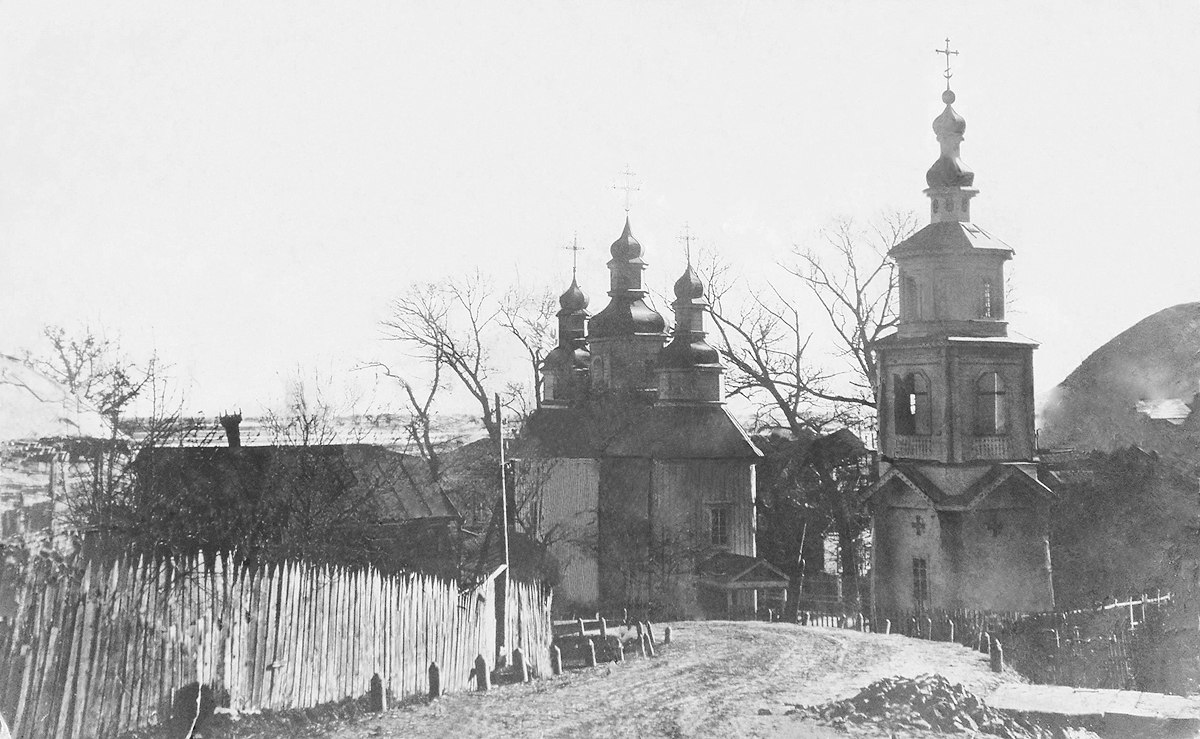
Церковь святой Параскевы Пятницы в Мозыре. 1912 год.
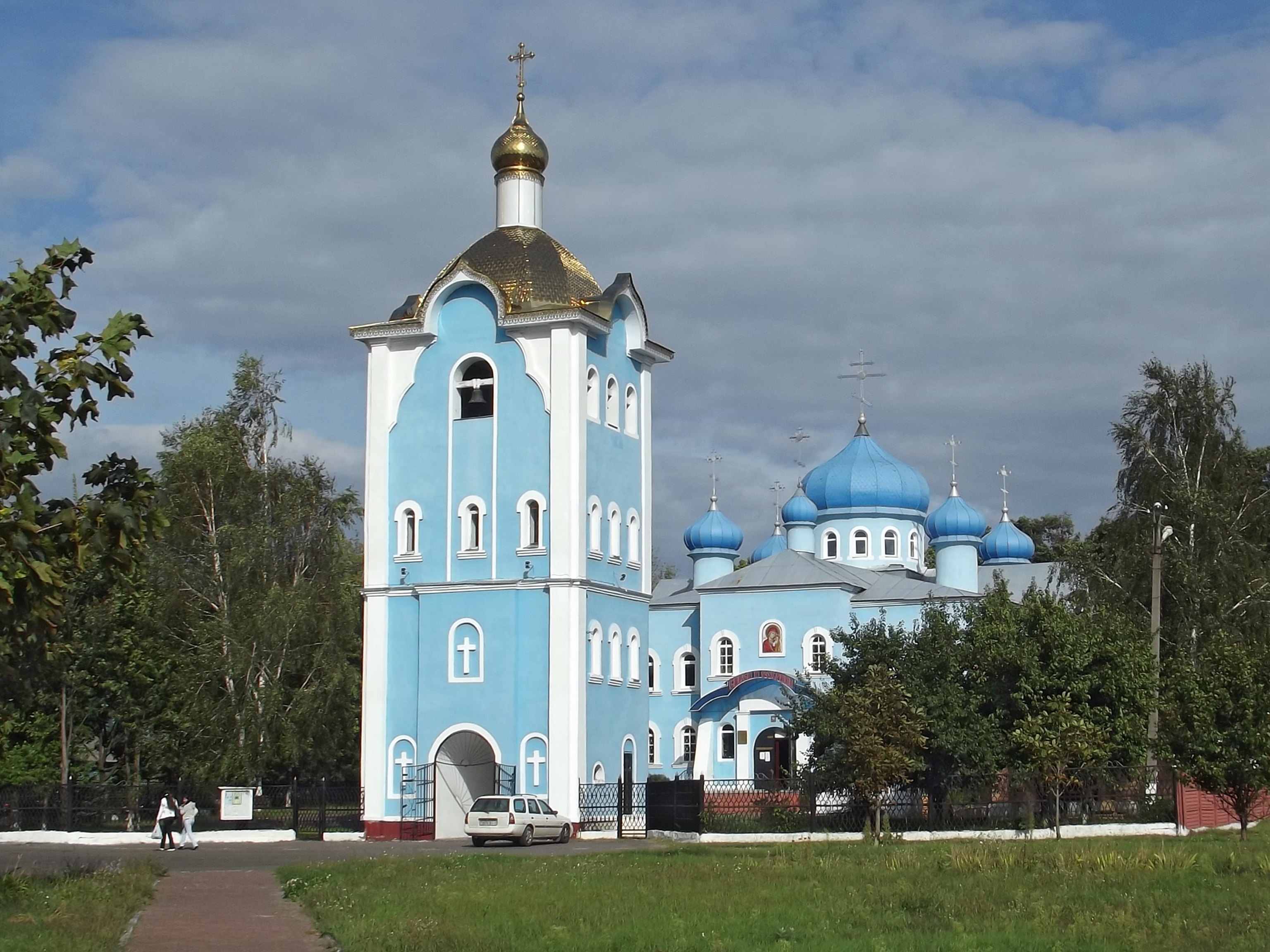
Церковь Казанской иконы Богоматери в г. Калинковичи
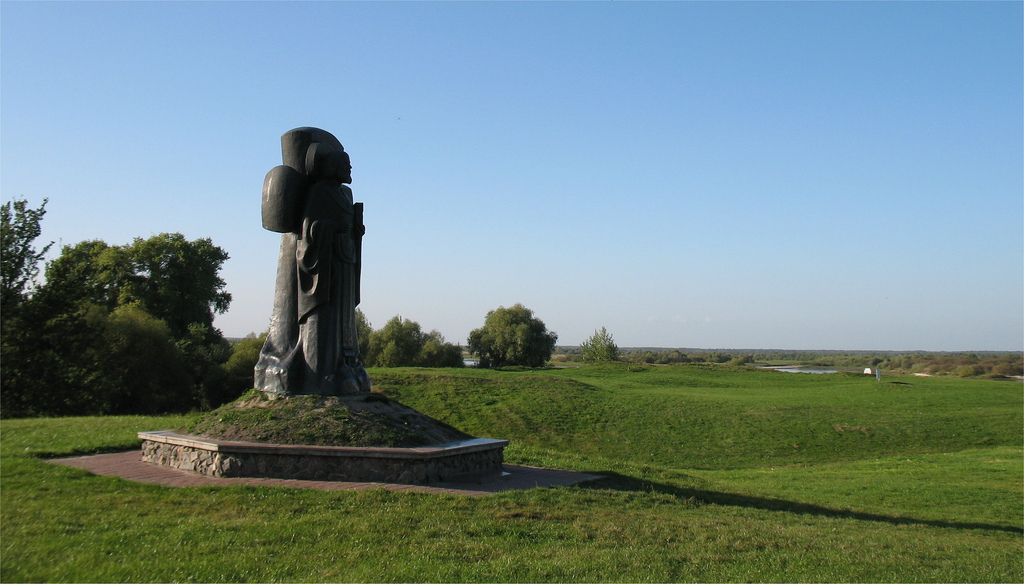
Памятник Кирилле Туровскому в г. Турове
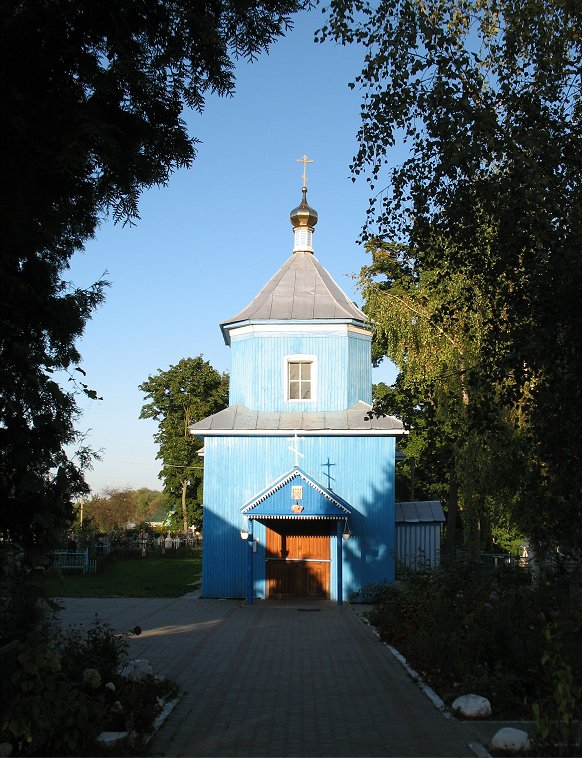
Церковь Всех Святых (1810) в г. Турове
Церковь Всех Святых (1810) в г. Турове
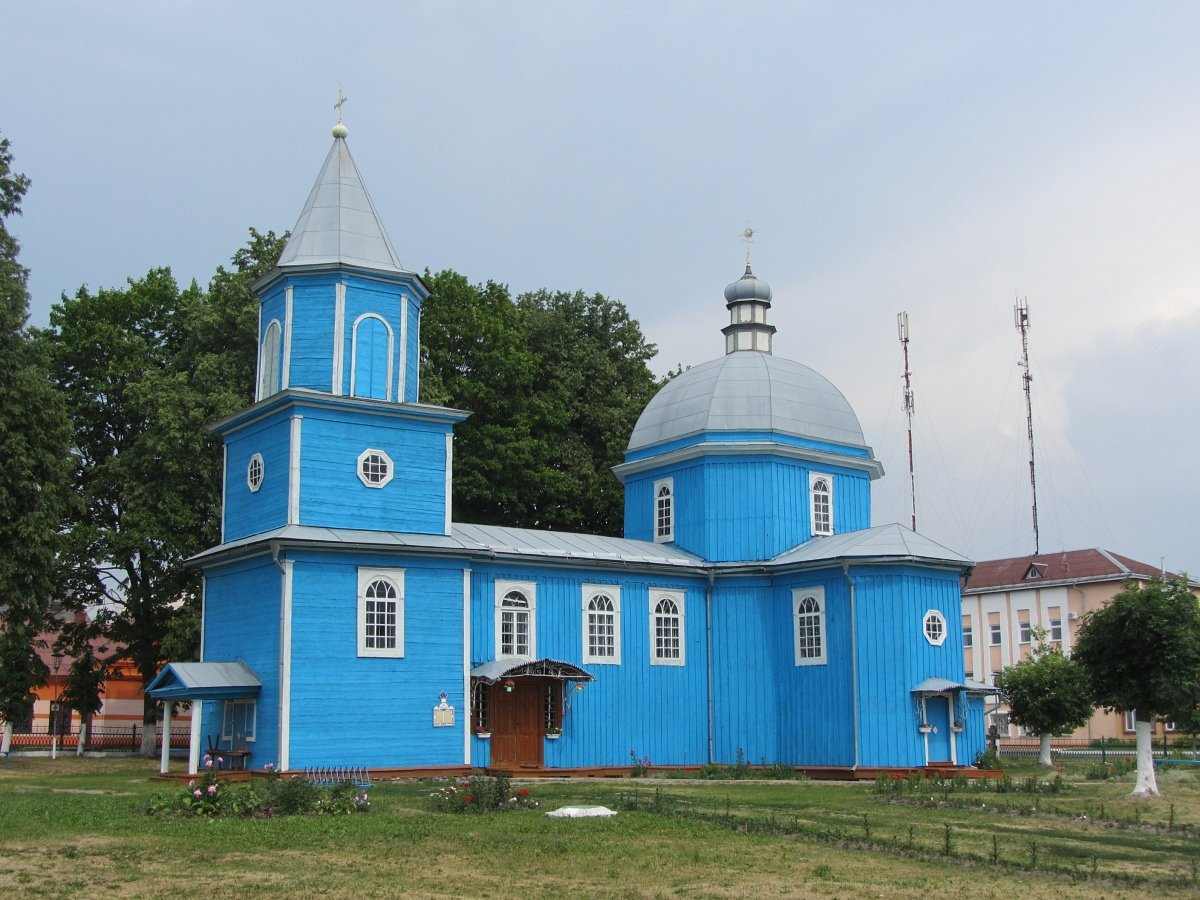
Церковь Святой Троицы в г. Ельск
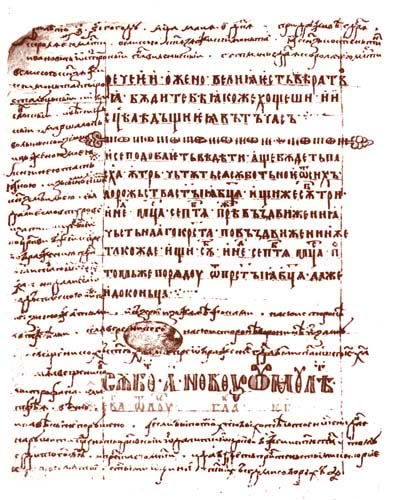
Туровское Евангелие, XI в.
Фрагмент Туровского евангелия, сканер
Фрагмент Туровского евангелия, сканер